# Canal dos Botirões
O Canal dos Botirões, também conhecido por Canal da Praça do Peixe, é um canal que existe na cidade de Aveiro, Portugal.
Este canal tem ligação com a Ria de Aveiro, através do Canal de São Roque, com o qual entronca na sua extremidade norte. A Ponte do Laço, no entroncamento entre este canal e o Canal de São Roque, permite a transposição pedonal de ambos os canais.
Conhecido hitoricamente por Esteiro de S. Gonçalo, em alusão à capela e santo padroeiro do bairro da Beira-Mar), este canal termina na Praça do Peixe, constituindo uma tradicional ligação marítima do centro de Aveiro à ria, de onde provinha o peixe que deu o nome à praça.
O Canal dos Botirões é um dos principais locais turísticos da cidade, existindo vários estabelecimentos de restaurações  partindo dele vários passeios de moliceiro.